# Lorica plumata
De lorica plumata is een Romeins type borstharnas.

## Schubbenpantser

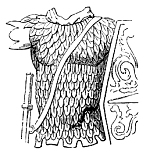
Lorica plumata.

De lorica plumata was evenals de lorica squamata een schubbenpantser en bestond uit kleine overlappende metalen plaatjes die op een opgevuld linnen of mogelijk leren hemd waren genaaid. Het verschil tussen deze schubbenpantsers was voornamelijk de vorm van de plaatjes. Bij de lorica squamata waren deze grofweg rechthoekig en bij de lorica plumata wat smaller en veer- of bladvormig (Lat. plumae: veren). De Romeinen zijn overigens niet de uitvinder van dit pantser. De Romeinse historicus Justinus beschrijft een dergelijk pantserhemd bij de Parthen.
Het borstharnas was veel duurder om te maken dan de meer gangbare lorica squamata en was ook onderhoudsgevoeliger. Dit type pantser werd daarom alleen door hoge officieren gedragen. Net als de Romeinse maliënkolder (lorica hamata) viel dit pantserhemd tot over de heupen en had het geen of korte mouwen. Het pantser werd van onder naar boven aangetrokken, dus niet over het hoofd als een trui. Mogelijk kon het pantser aan de zij- of achterkant opengemaakt worden, zodat het makkelijker kon worden aan- en uitgetrokken. Omdat er nooit een compleet pantserhemd is gevonden, blijft dit speculatie.
De schubben (squamae) waren gemaakt van ijzer, brons, messing of een combinatie daarvan. Er waren meestal duizenden plaatjes van ongeveer een halve mm dik nodig voor een enkel pantserhemd. Ondanks de geringe dikte gaven de schubben door de overlap toch een goede bescherming. Elk plaatje had een aantal gaten, waarmee ze aan het leren hemd en aan elkaar werden vastgenaaid. Een complete lorica plumata woog ongeveer 15 kg. De plaatjes waren meestal glad, soms met een ribbel in de lengte. De grootte van de schub stond niet vast, maar  elk individueel pantserhemd had wel min of meer dezelfde schubben.